# Râul Gârda Seacă
Râul Gârda Seacă este un afluent al râului Arieșul Mare. Cursul superior al râului este cunoscut și sub denumirea de Râul Gârdișoara

## Hărți
- Harta județul Alba
- Harta munții Apuseni
- Harta munții Bihor-Vlădeasa  Arhivat în 9 iunie 2008, la Wayback Machine.
- Harta Munții Bihor